# Tutmosis (escultor)
Tutmosis, Tuthmosis o Dyehutymose ('engendrat per Tot'; en grec antic Θούθμωσις) (circa 1330 aC) fou un artesà i mestre escultor i pintor durant el regnat d'Akhenaton, que tenia un taller d'escultura a la ciutat d'Al-Amārna. S'hi han trobat nombrosos «caps de reserva» de la reina Nefertiti.
Una expedició arqueològica alemanya dirigida per Ludwig Borchardt trobà al 1912, en l'excavació d'Al-Amārna, una casa en ruïnes que s'etiquetà com a P47.1-3. El seu estudi la va identificar amb l'habitatge i estudi de Tuthmose, gràcies a una ullera de cavall d'ivori apareguda en un clot al pati, que tenia inscrit el seu nom i títol de treball: «Favorit del rei i mestre d'obres, l'escultor Dyehutymose».
Entre altres elements escultòrics, hi havia en un magatzem el bust policrom de Nefertiti, pel que sembla una mostra per copiar. A més d'aquest famós bust, hi havia una sèrie de buidatges d'algeps que s'han identificat com a retrats de membres de la família reial i el seu seguici, inclòs Akhenaton, la seua altra esposa Kiya, el seu pare Amenofis III, el seu successor Ay i altres.

Alguns exemples del seu treball recuperats del seu estudi abandonat s'exposen al Museu Egipci de Berlín, al Museu Egipci del Caire, i al Metropolitan Museum of Art, de Nova York. 

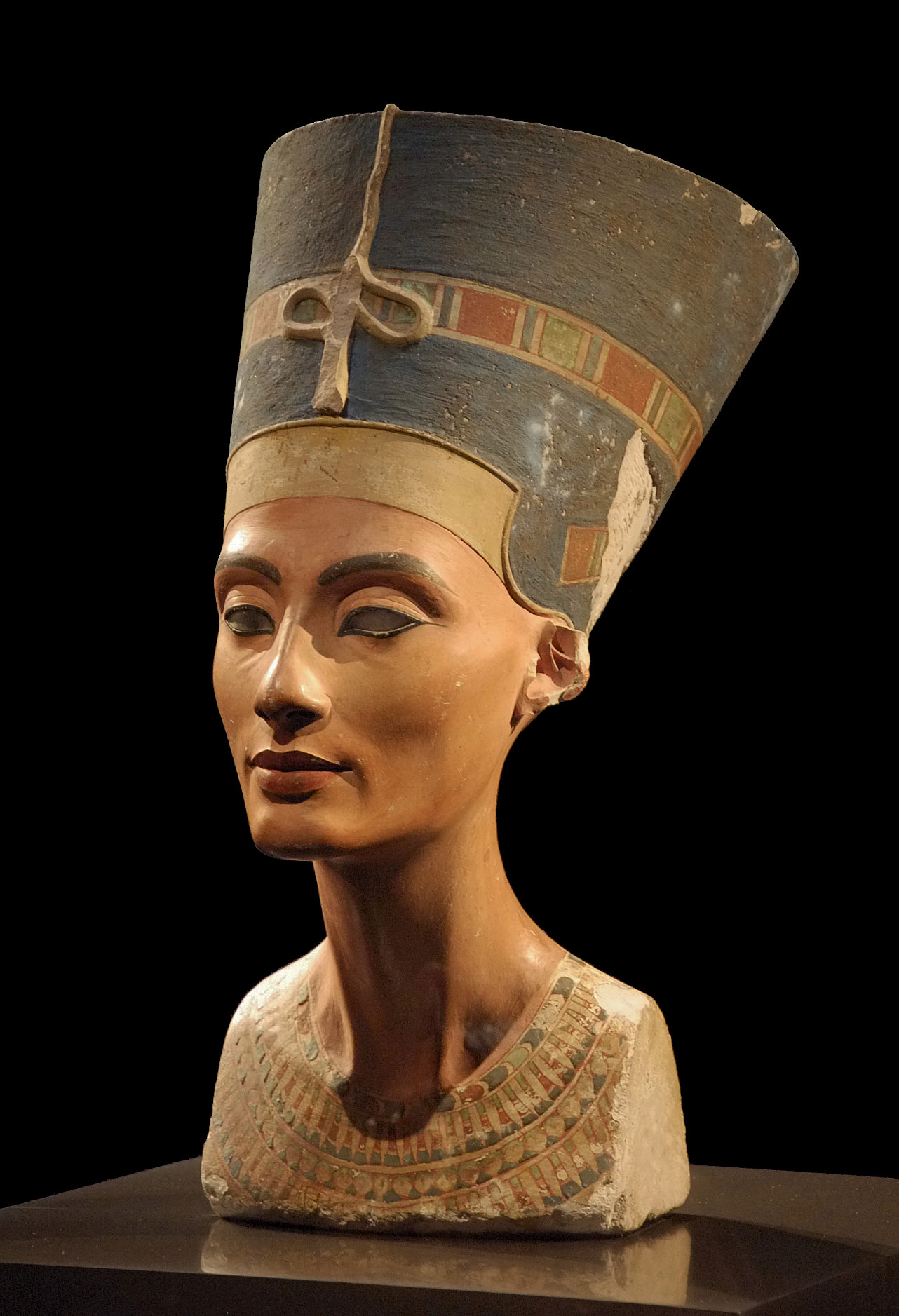
Bust de guix policrom de Nefertiti. Museu Egipci de Berlín
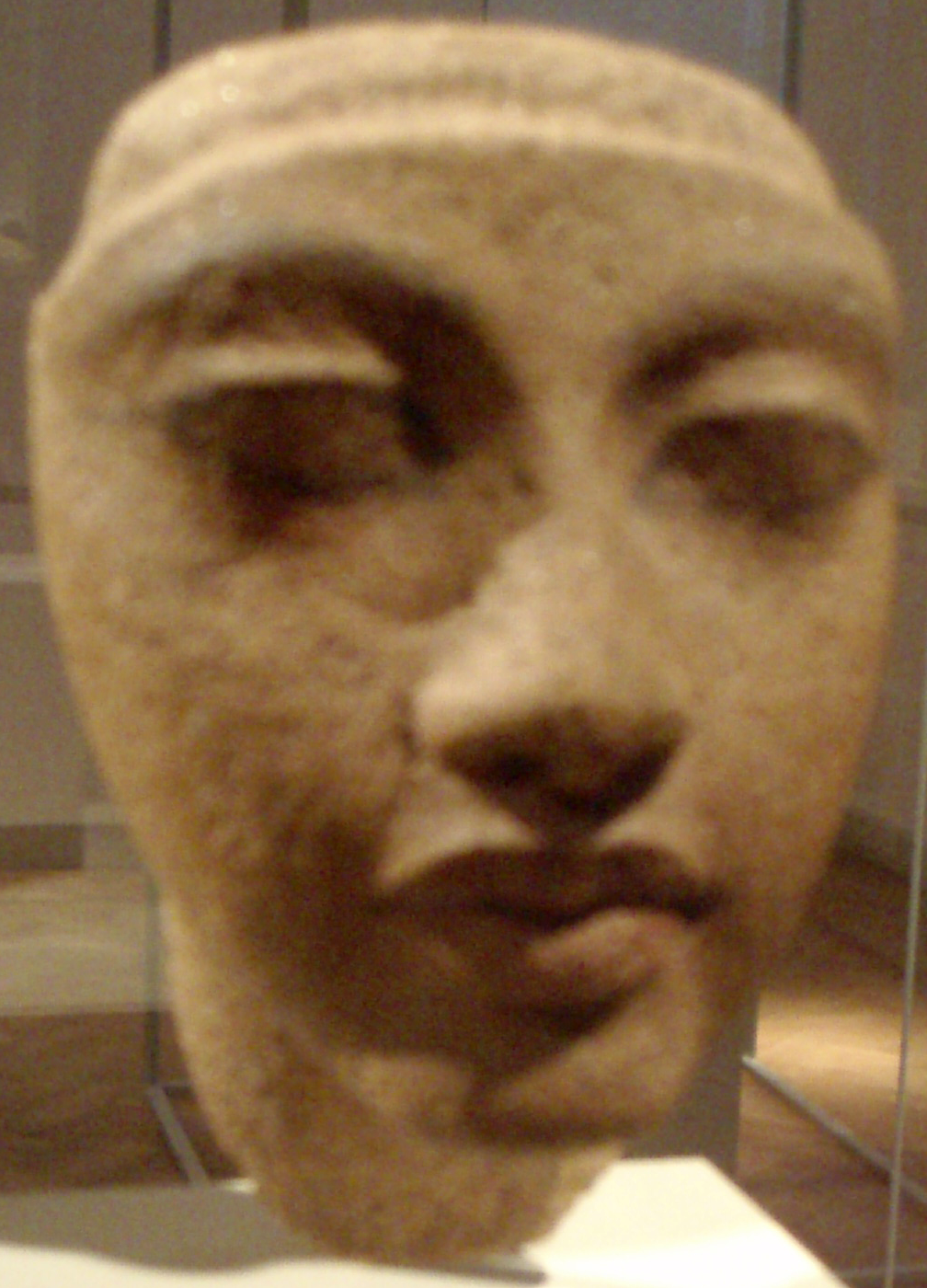
Retrat d'estudi de Kiya. Museu Egipci de Berlín
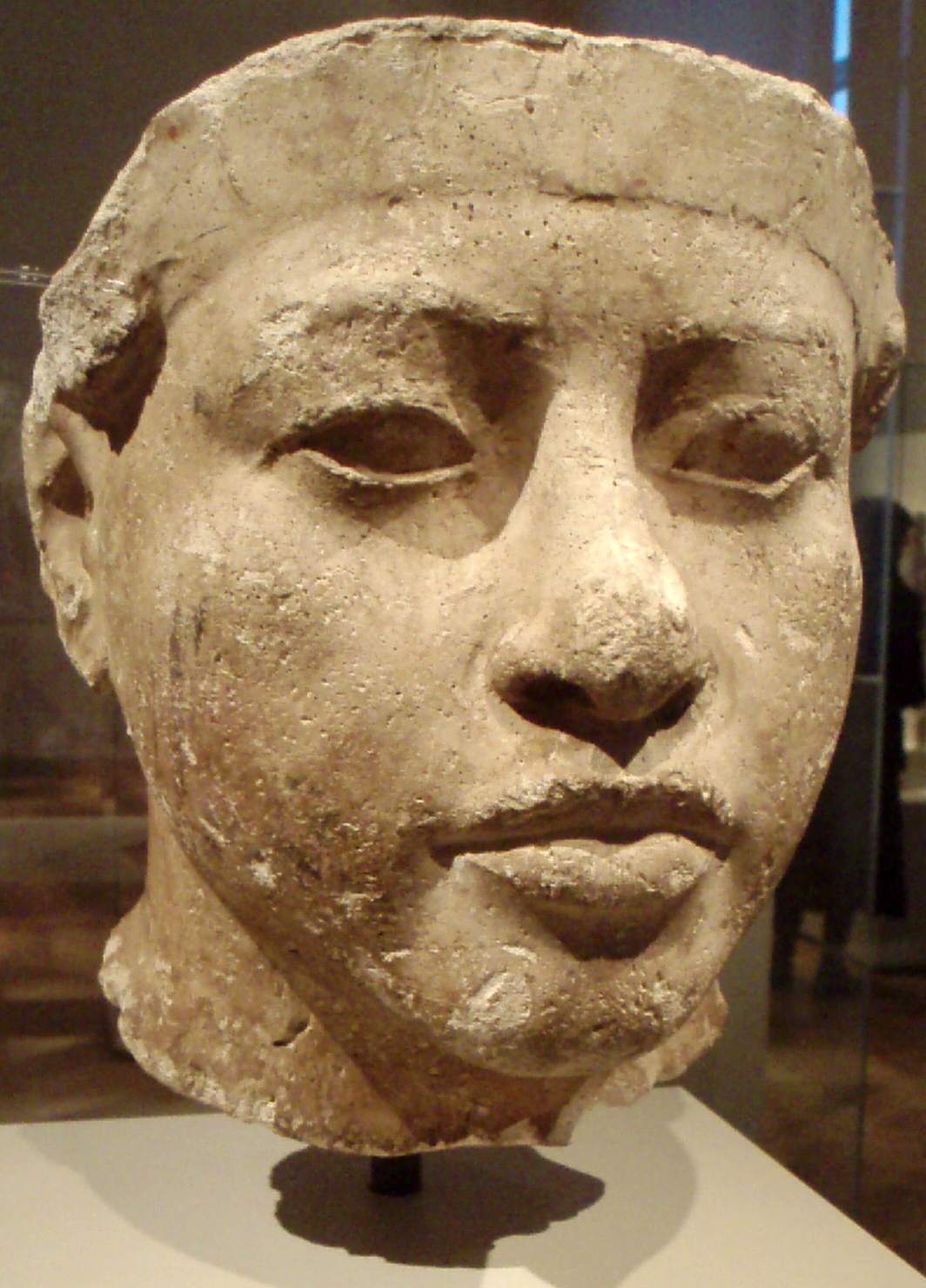
Retrat d'Amenhotep III, pare d'Akhenaton. Museu Egipci de Berlín
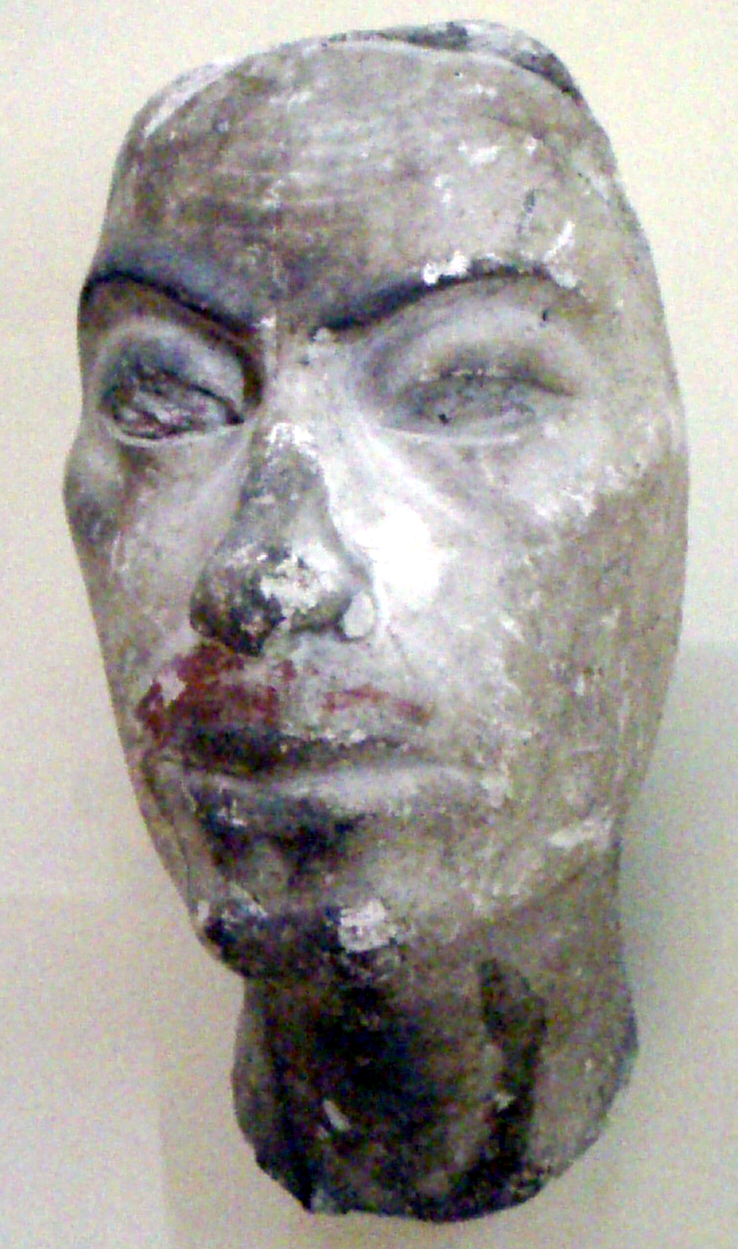
Retrat en guix d'Ay, successor del faraó. Museu Egipci de Berlín
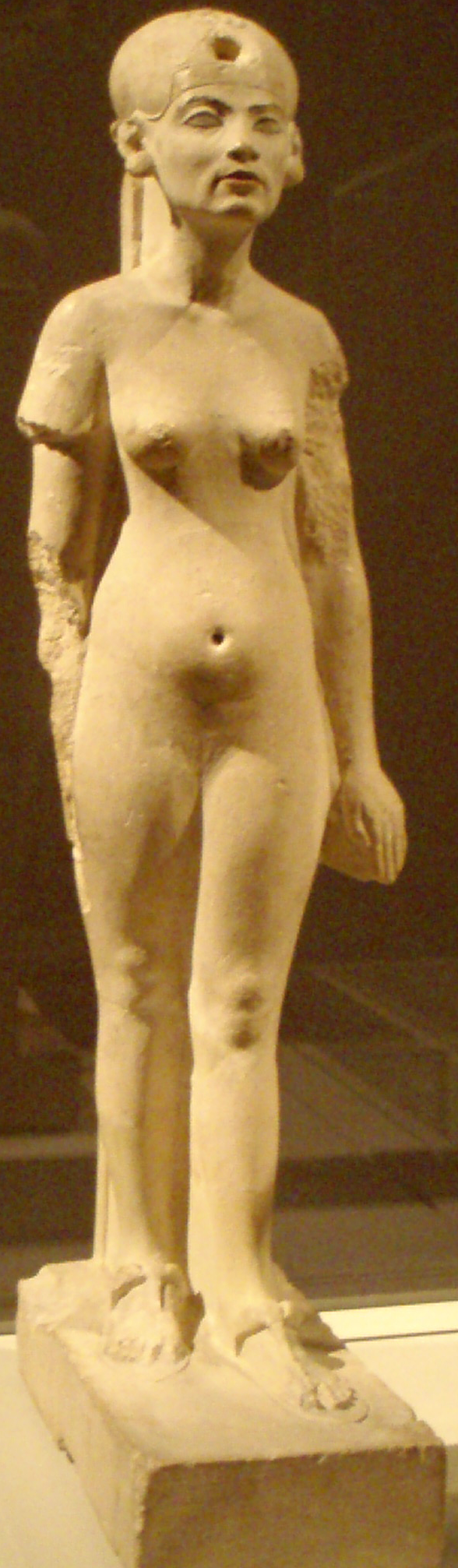
Estàtua de Nefertiti anciana. Museu Egipci de Berlín
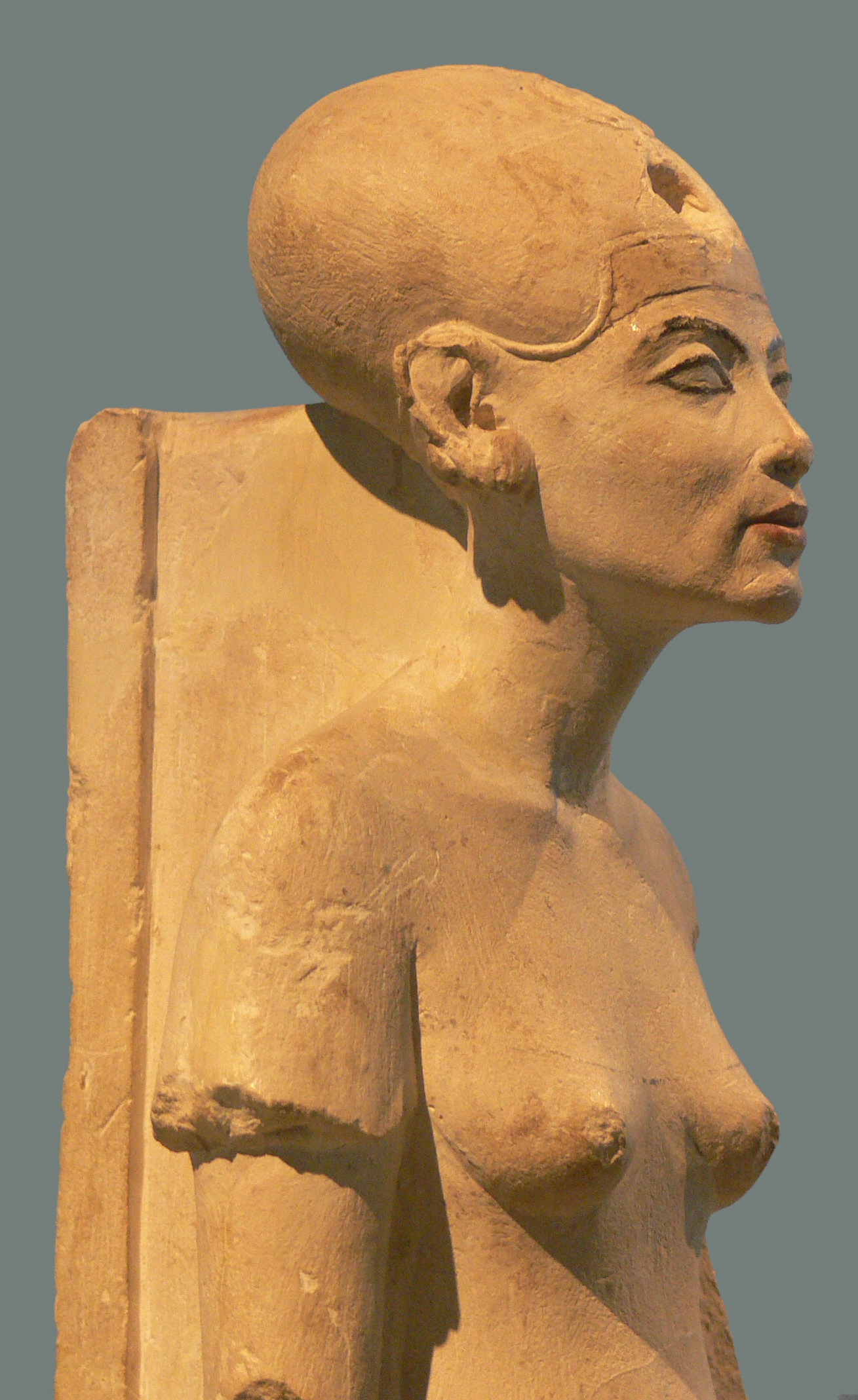
Detall de l'estàtua anterior, tallada en pedra
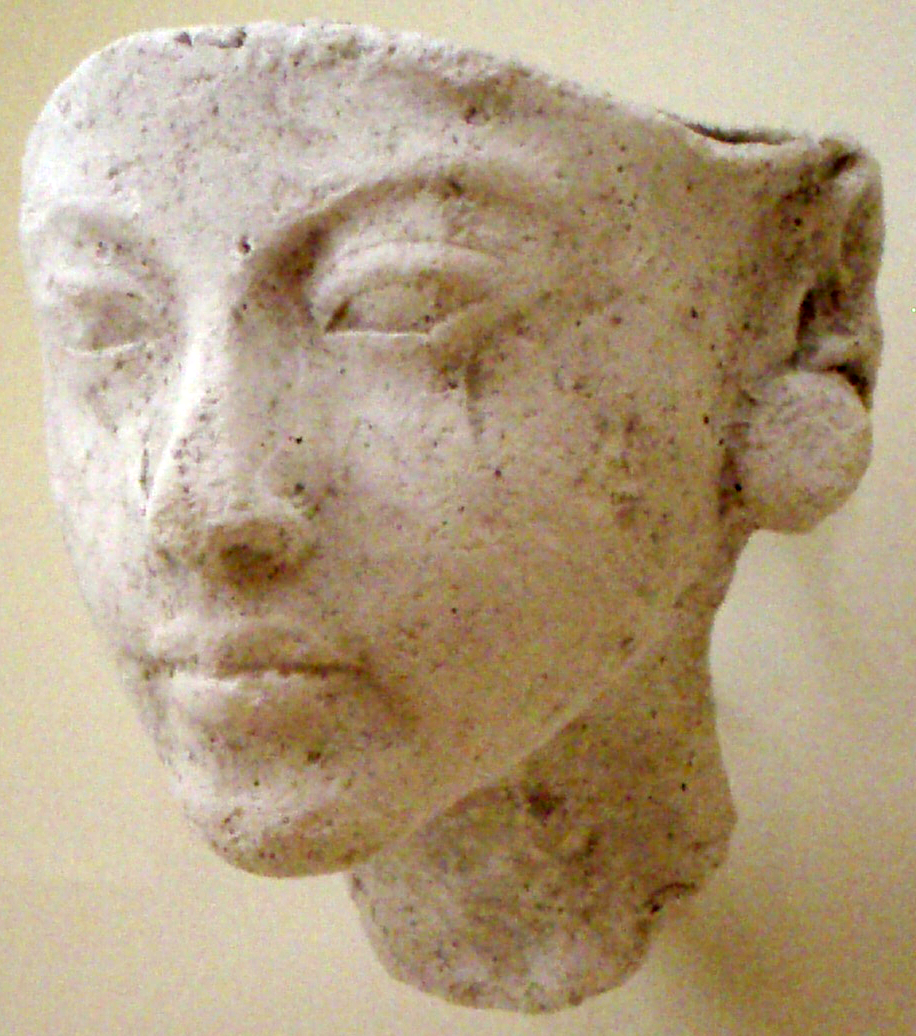
Retrat en guix de Nefertiti. Museu Egipci de Berlín
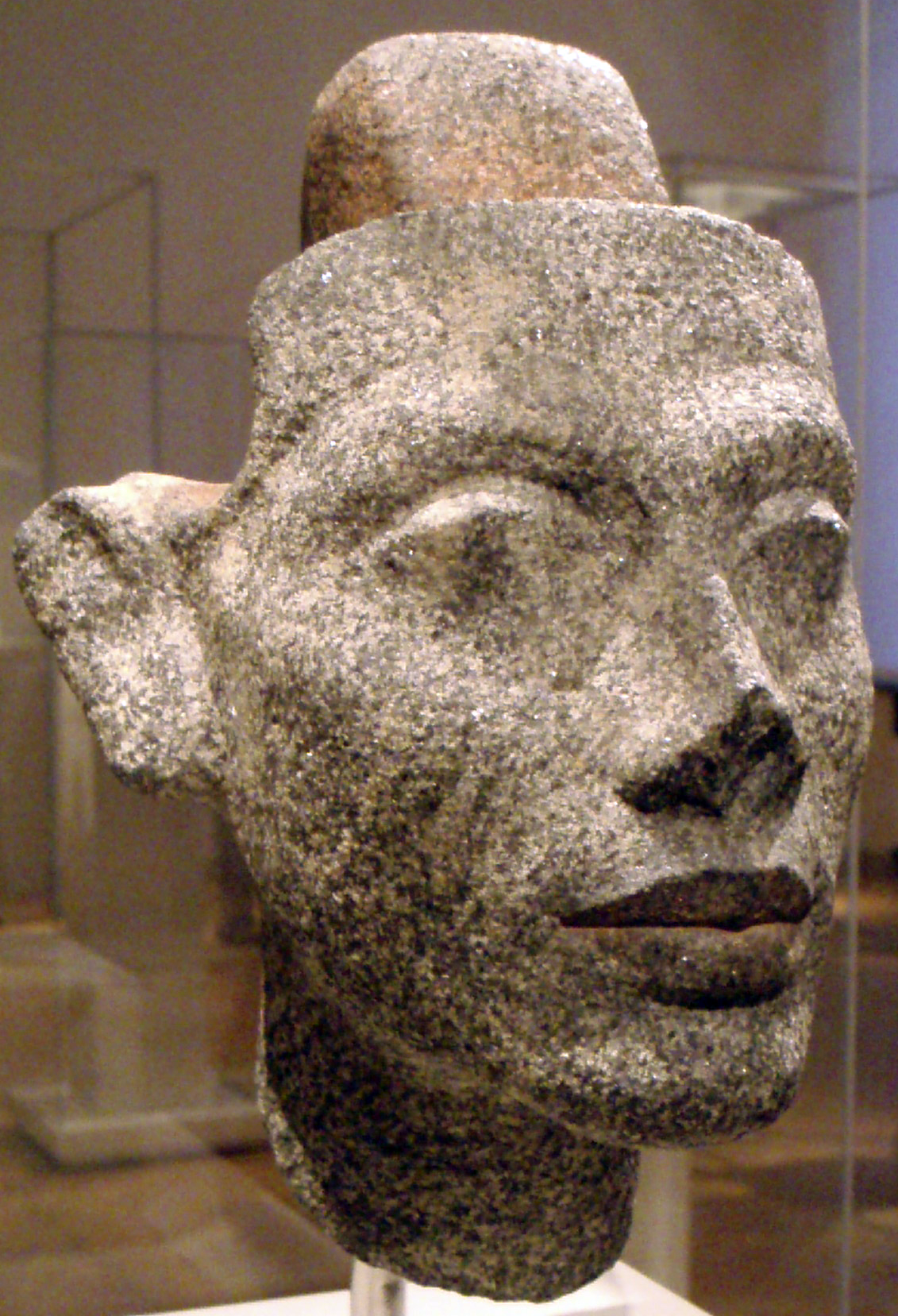
Estàtua de granit de Nefertiti. Museu Egipci de Berlín
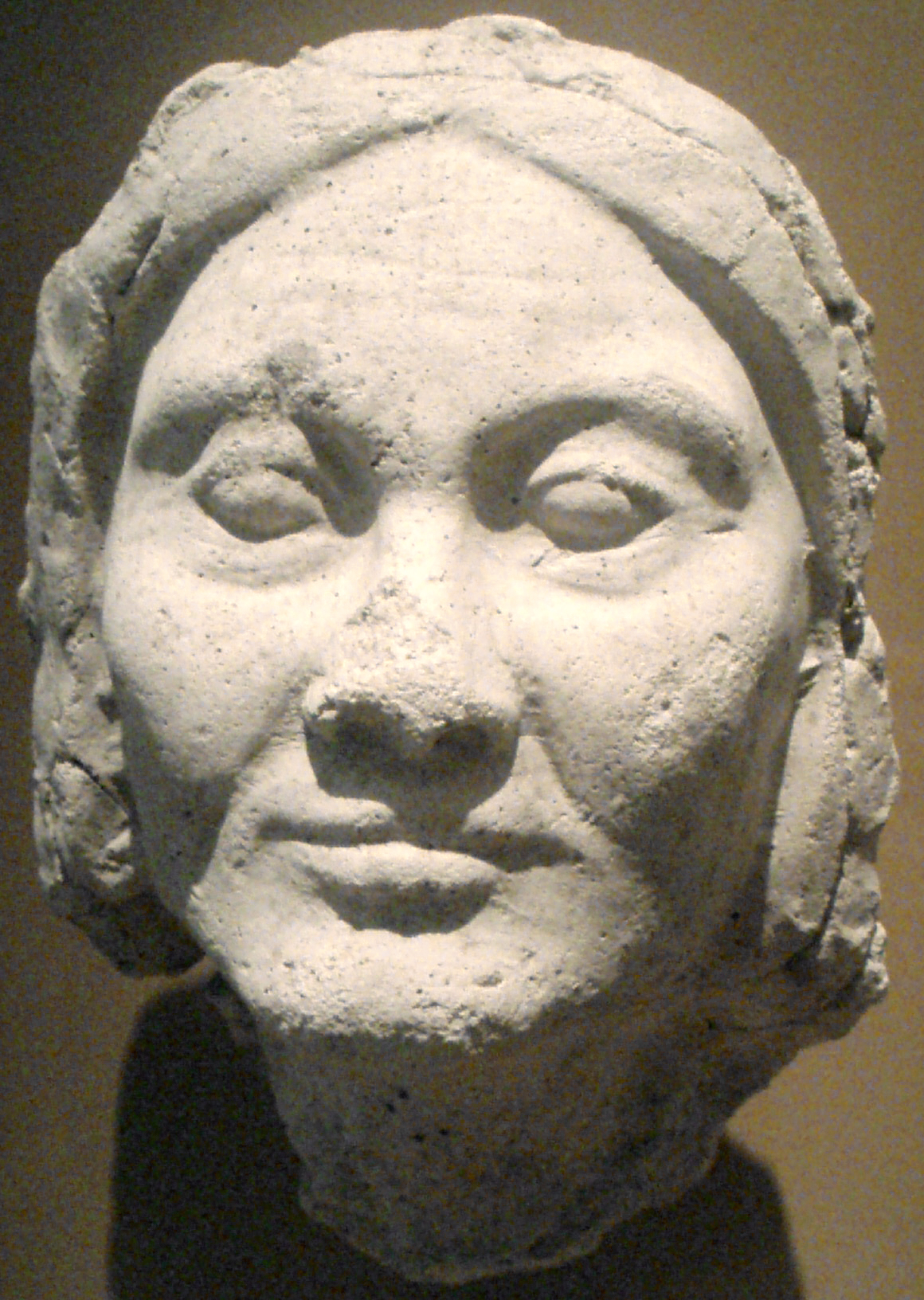
Rostre en guix d'una anciana dels anys 14-17. Metropolitan Museum of Art de Nova York
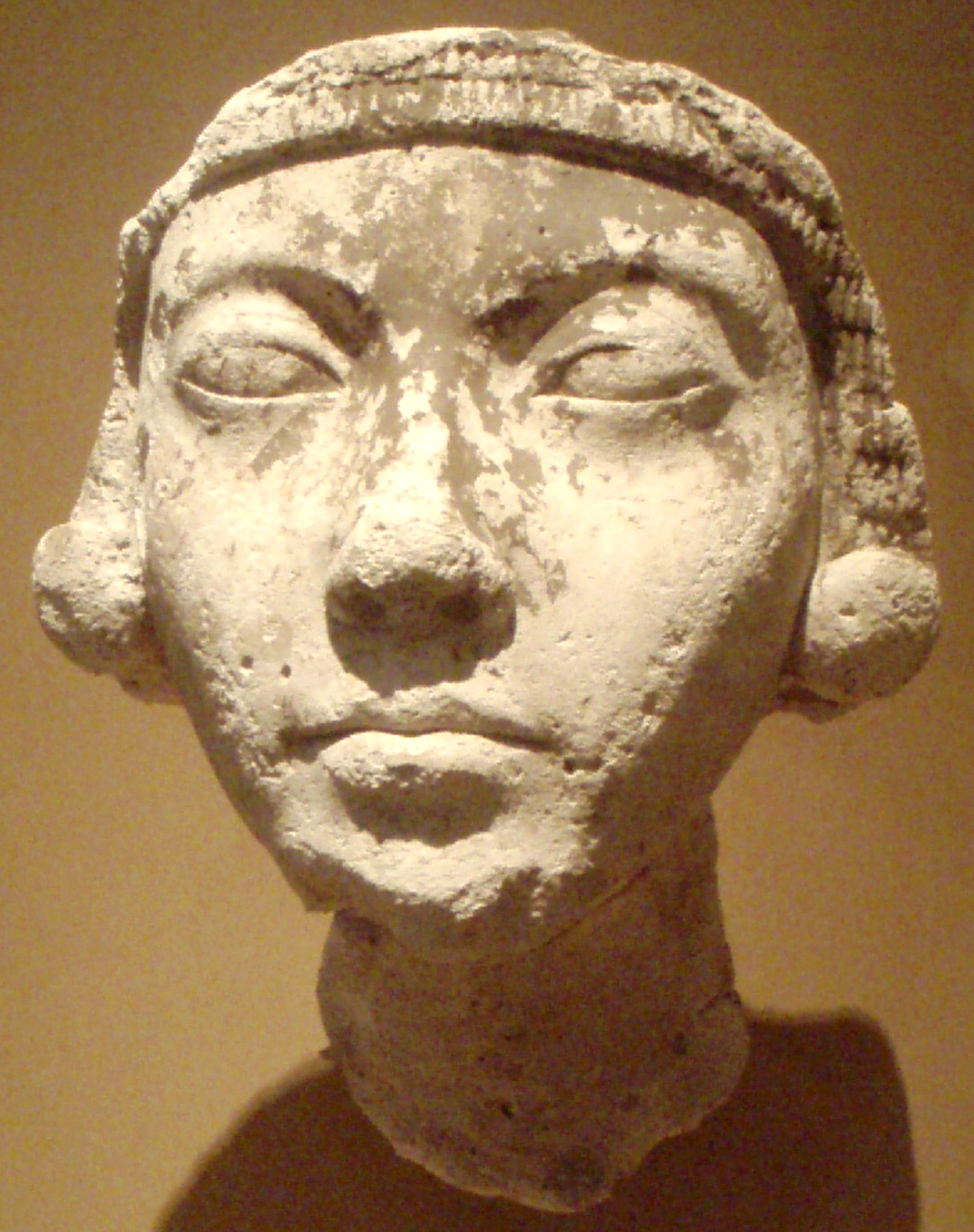
Cara en guix d'una jove (es creu que és Kiya, una de les esposes d'Akhenaton), dels anys 14-17. Metropolitan Museum of Art de Nova York
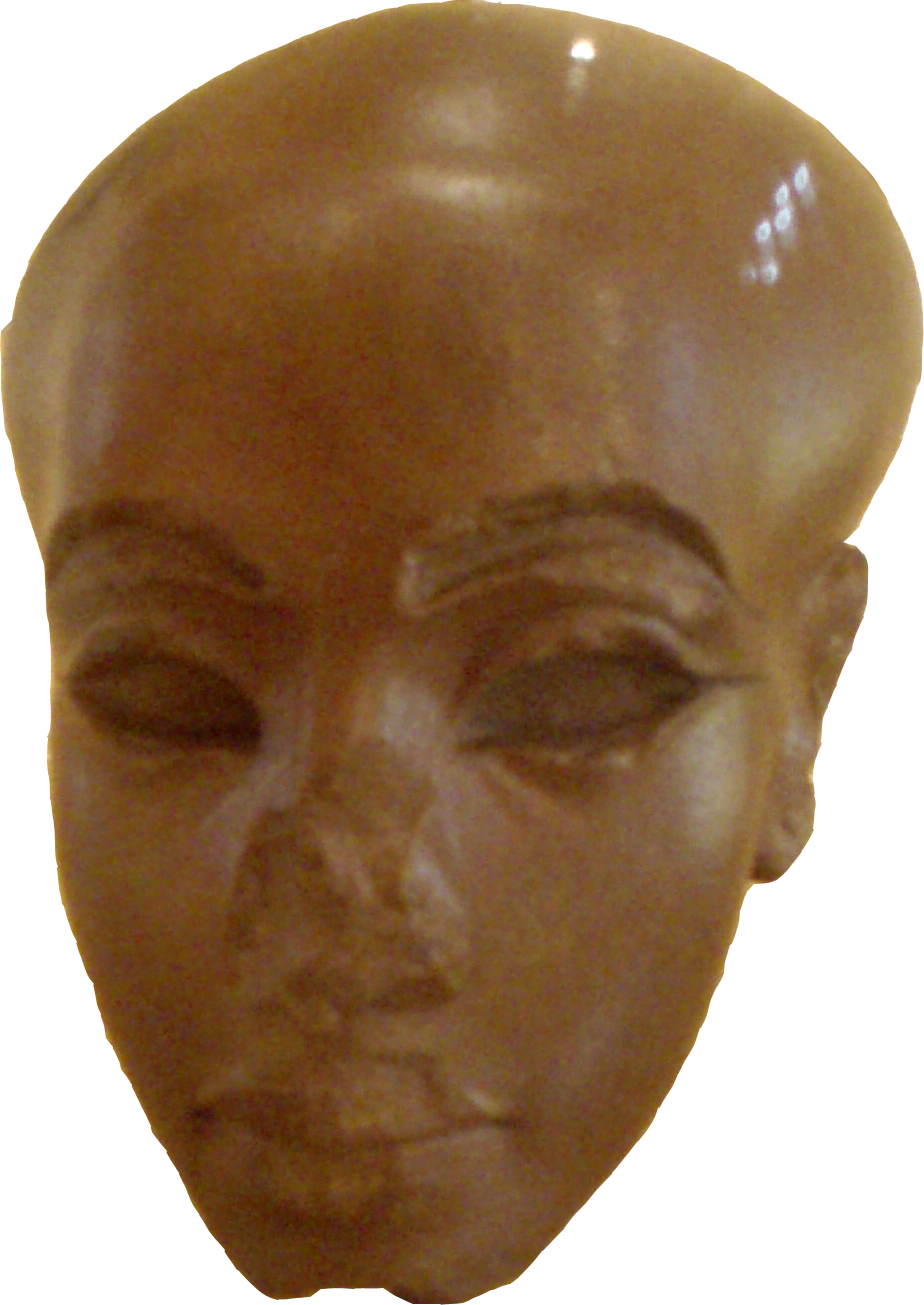
Retrat de la princesa Ankhesenpaaton, en quarsita. Museum of Arts de Boston

L'egiptòleg Alain-Pierre Zivie creu que la tomba Bub. I.19 en Saqqara pertany al mestre d'Al-Amārna: en ella realitza un autoretrat familiar i es representa amb una paleta que simbolitza l'orgull pel seu treball.